# Хоняків
Хоняків — село в Україні, у Ганнопільській сільській громаді Шепетівського району Хмельницької області. Населення становить 278 осіб.

## Походження назви
За народною легендою назву свою село має від першого поселенця на ім'я Хоняк.

## Історія

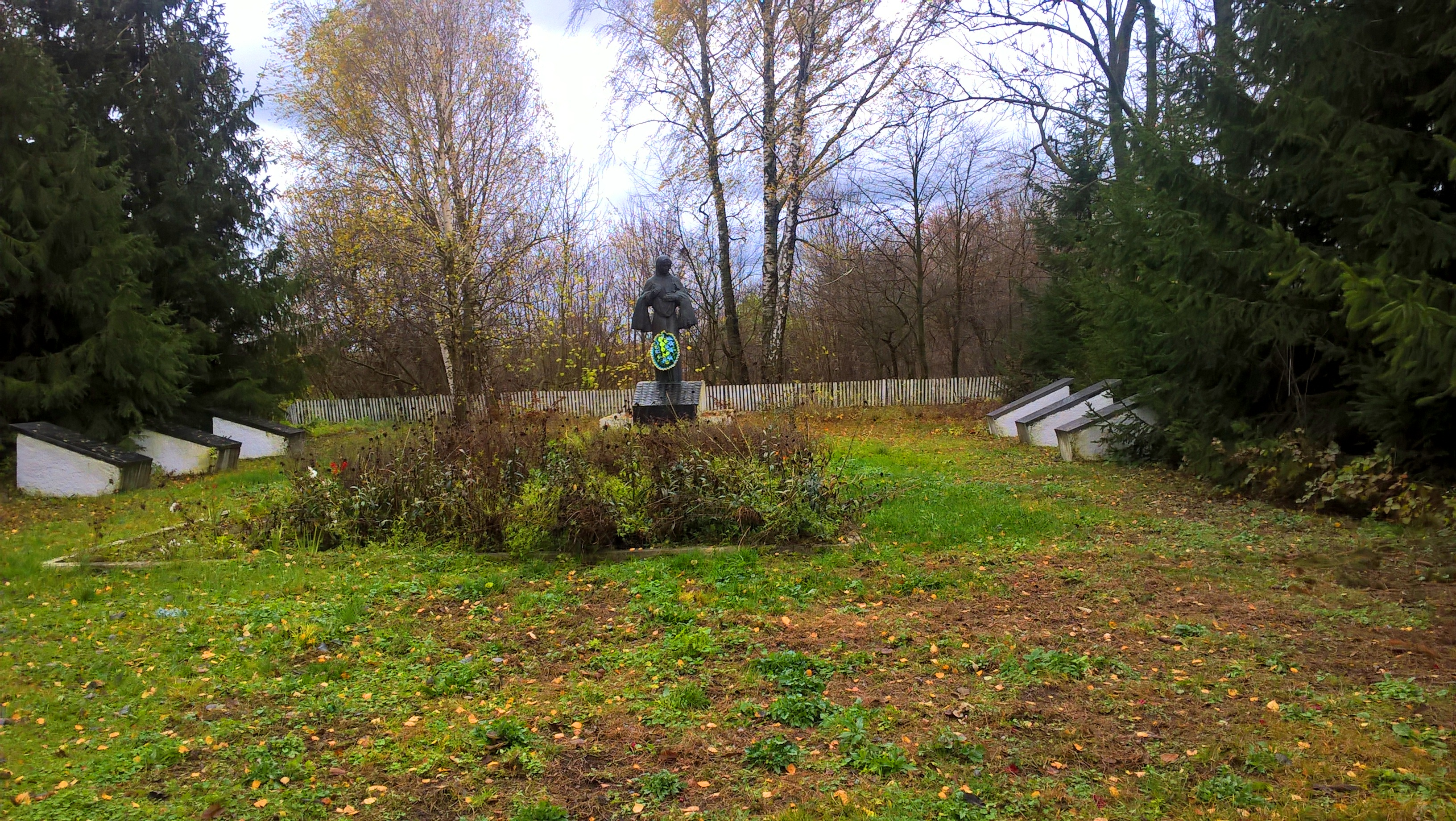
Пам'ятник загиблим у Другій Світовій

Село згадується у поборовому реєстрі Луцького повіту, як власність Костянтина Острозького та первинному побутовому реєстрі Острозької волості та Здовбицького двору, 1576 рік:
Селце Хоняков. Люди по полдворища роли мают, з диму по 1 грши дали: Харко, Гацына, Малышъ, Касъянъ, Романъ. В том же селе ωгородники ничого не мают, по два грши дали: Еско, Лучъкович Савка, Уласъ, Тишина, Васко.
Пізніше переходить до Яблоновських, а від них до Зволинських. За переписом 1911 року, в межах села Зволинському належало 948 десятин землі.
У 1906 році село Аннопільської волості Острозького повіту Волинської губернії. Відстань від повітового міста 27 верст, від волості 7. Дворів 45, мешканців 360.
У кінці 19 століття у селі було 69 будинків і 511 жителів.
На початку 20 століття діяв спиртозавод. Власник — поміщиця Зволинська.
7 (20) листопада 1917 року, відповідно до Третього Універсалу Української Центральної Ради, увійшло до складу Української Народної Республіки.
Було одним з перших сіл на Славутчині, яке охопило антирадянське повстання у лютому-березні 1930 року.
Витяг з інформаційних листів, цифрових даних ДПУ УСРР про заворушення в селах Ганопільського району у зв'язку з колективізацією сільського господарства, березень 1930 року.
СЕЛО ХОНЯКОВО. 2/ІІІ толпой до 200 женщин взломаны замки у склада, где хранился сельхозинвентарь и таковой разобран.
Витяг з інформації в Інформсектор ЦК КП(б)У про охоплення районів Шепетівської округи масовими заворушеннями селян, 7 березня 1930 року:
В с. Хонякив 3/ІІІ толпа женщин пыталась соединится с с. Улашановкой для совместных действий по разгрому складов. Заставой погранотряда соединение не допущено и толпа рассеяна. На стыке 14 и 15 застав группа женщин в количестве 10-ти человек, собравшись в одном доме, двинулась к границе, намериваясь идти в Польшу. Принятыми мерами группа женщин рассеяна и возвращена в село.
В Радянську добу тут містилася центральна садиба колгоспу «Шлях Жовтня», який користувався 2 тис. га орної землі. Виробничим напрямом підприємства було — рільництво та м'ясо-молочне тваринництво. За
трудові успіхи М. В. Шевчук нагороджений орденом Леніна. Колгосп у 1939 році був занесений до Книги пошани Всесоюзної сільськогосподарської виставки за одержання високого врожаю проса— по 21 цнт з гектара. Колгосп в 50-90-ті роки був одним з найкращих в районі.
За боротьбу в роки Другої Світової війни нагороджено орденами й медалями СРСР 82 чоловіка.
12 червня 2020 року, відповідно до розпорядження Кабінету Міністрів України № 727-р «Про визначення адміністративних центрів та затвердження територій територіальних громад Хмельницької області», увійшло до складу Ганнопільської сільської територіальної громади
19 липня 2020 року, в результаті адміністративно-територіальної реформи та ліквідації Славутського району, село увійшло до складу новоутвореного Шепетівського району.

## Населення
Згідно з переписом УРСР 1989 року чисельність наявного населення села становила 426 осіб, з яких 178 чоловіків та 248 жінок.
За переписом населення України 2001 року в селі мешкало 275 осіб.
Станом на 1 січня 2011 року в селі проживало 190 осіб. З них: дітей дошкільного віку — 4, шкільного віку — 10, пенсіонерів — 91, працюючих громадян — 87.

### Мова
Розподіл населення за рідною мовою за даними перепису 2001 року:
| Мова       | Відсоток |
| ---------- | -------- |
| українська | 98,92 %  |
| російська  | 1,08 %   |

## Археологічні знахідки
У 1823 році у Хонякові знайдено один з найбільших скарбів на Волині. Він складався з кількох срібних посудин у вигляді голів антилопи, з довгими рогами. Також овальна срібна чара з рельєфом лева та кількох драконів, срібний посуд, ножі, чари, золоті монети. Знахідку датовано 6-7 століттям. Можливо вона має Іранське походження. Жодне джерело не вказує на точне місце знахідки Хоняківського скарбу.
Крім цього було знайдено інші пам'ятки часів Великого переселення народів.

## Символіка
Затверджена 18 вересня 2015 року рішенням № 2 LVII сесії сільської ради VI скликання.

### Герб
У червоному полі золота чаша, оздоблена червоними коштовними каменями, супроводжувана угорі трьома, унизу двома золотими монетами. Щит вписаний у декоративний картуш і увінчаний золотою сільською короною. Унизу картуша напис «ХОНЯКІВ».
Чаша і монети — символ знаменитого скарбу, знайденого біля села; крім того, символ достатку («повна чаша»).

### Прапор
Квадратне червоне полотнище, в центрі якого жовта чаша, оздоблена червоними коштовними каменями.

## Заклади та установи
У селі є середня школа, клуб, бібліотека, фельдшерсько-акушерський пункт, 2 магазини, млин.

## Транспортне сполучення
Славута — Прикордонна Улашанівка (кількість рейсів — 2)